# Razzie Awards 1991
La 12ª edizione dei Razzie Awards si è svolta il 29 marzo 1992 all'Hollywood Roosevelt Hotel di Hollywood, per premiare i peggiori film dell'anno 1991. Le candidature erano state annunciate alcuni mesi prima, il giorno prima delle candidature ai Premi Oscar 1992. Hudson Hawk - Il mago del furto è stato il maggiore vincitore del 1991, con tre premi, incluso il peggior film.
Il film più premiato dell'anno è stato Hudson Hawk - Il mago del furto, mentre i più nominati sono stati Cool as Ice, candidato a sette premi, seguito da Nient'altro che guai e Hudson Hawk - Il mago del furto con sei, Ritorno alla laguna blu con cinque, e Dice Rules e Oscar - Un fidanzato per due figlie con tre nomination.

## Vincitori e candidati
Verranno di seguito indicati in grassetto i vincitori.
Ove ricorrente e disponibile, viene indicato il titolo in lingua italiana e quello in lingua originale tra parentesi.

### Peggior film
- Hudson Hawk - Il mago del furto (Hudson Hawk), regia di Michael Lehmann
- Cool as Ice, regia di David Kellogg
- Dice Rules, regia di Jay Dubin
- Nient'altro che guai (Nothing But Trouble), regia di Dan Aykroyd
- Ritorno alla laguna blu (Return to the Blue Lagoon), regia di William A. Graham

### Peggior attore protagonista
- Kevin Costner - Robin Hood - Principe dei ladri (Robin Hood: Prince of Thieves)
- Andrew Dice Clay - Dice Rules
- Sylvester Stallone - Oscar - Un fidanzato per due figlie (Oscar)
- Vanilla Ice - Cool as Ice
- Bruce Willis - Hudson Hawk - Il mago del furto (Hudson Hawk)

### Peggior attrice protagonista
- Sean Young - Un bacio prima di morire (A Kiss Before Dying)
- Kim Basinger - Bella, bionda... e dice sempre sì (The Marrying Man)
- Sally Field - Mai senza mia figlia (Not Without My Daughter)
- Madonna - A letto con Madonna (Truth or Dare)
- Demi Moore - Amore e magia (The Butcher's Wife), Nient'altro che guai (Nothing but Trouble)

### Peggior attore non protagonista
- Dan Aykroyd - Nient'altro che guai (Nothing But Trouble)
- Richard E. Grant - Hudson Hawk - Il mago del furto (Hudson Hawk)
- Anthony Quinn - L'impero del crimine (Mobsters)
- Christian Slater - L'impero del crimine (Mobsters), Robin Hood - Principe dei ladri (Robin Hood: Prince of Thieves)
- John Travolta - Shout

### Peggior attrice non protagonista
- Sean Young - Un bacio prima di morire (A Kiss Before Dying)
- Sandra Bernhard - Hudson Hawk - Il mago del furto (Hudson Hawk)
- John Candy - Nient'altro che guai (Nothing but Trouble)
- Julia Roberts - Hook - Capitan Uncino (Hook)
- Marisa Tomei - Oscar - Un fidanzato per due figlie (Oscar)

### Peggior regista
- Michael Lehmann - Hudson Hawk - Il mago del furto (Hudson Hawk)
- Dan Aykroyd - Nient'altro che guai (Nothing but Trouble)
- William A. Graham - Ritorno alla laguna blu (Return to the Blue Lagoon)
- David Kellogg - Cool as Ice
- John Landis - Oscar - Un fidanzato per due figlie (Oscar)

### Peggior sceneggiatura
- Hudson Hawk - Il mago del furto (Hudson Hawk) - sceneggiatura di Steven E. de Souza e Daniel Waters, storia di Bruce Willis e Robert Kraft
- Cool as Ice - scritto da David Stenn
- Dice Rules - materiale scritto da Andrew Dice Clay; "A Day in the Life" scritto da Lenny Schulman, storia di Clay
- Nient'altro che guai (Nothing But Trouble) - sceneggiatura di Dan Aykroyd, storia di Peter Aykroyd
- Ritorno alla laguna blu (Return to the Blue Lagoon) - sceneggiatura di Leslie Stevens, basata sul romanzo "The Garden of God" di Henry De Vere Stacpoole

### Peggior esordiente
- Vanilla Ice - Cool as Ice
- Brian Bosworth - Forza d'urto (Stone Cold)
- Milla Jovovich - Ritorno alla laguna blu (Return to the Blue Lagoon)
- Brian Krause - Ritorno alla laguna blu (Return to the Blue Lagoon)
- Kristin Minter - Cool as Ice

### Peggior canzone originale
- Addams Groove da La famiglia Addams (The Addams Family), musica e testo di MC Hammer e Felton Pilate
- Cool as Ice da Cool as Ice, musica e testo di Vanilla Ice, Gail "Sky" King e Princess
- Why Was I Born (Freddy's Dead) da Nightmare VI: La fine (Freddy's Dead: The Final Nightmare), musica e testo di Iggy Pop e Whitey Kirst

## Statistiche vittorie/candidature
Premi vinti/candidature:
- 3/6 - Hudson Hawk - Il mago del furto (Hudson Hawk)
- 2/2 - Un bacio prima di morire (A Kiss Before Dying)
- 1/2 - Robin Hood - Principe dei ladri (Robin Hood: Prince of Thieves)
- 1/7 - Cool as Ice
- 1/6 - Nient'altro che guai (Nothing But Trouble)
- 1/1 - La famiglia Addams (The Addams Family)
- 0/5 - Ritorno alla laguna blu (Return to the Blue Lagoon)
- 0/3 - Dice Rules
- 0/3 - Oscar - Un fidanzato per due figlie (Oscar)
- 0/2 - L'impero del crimine (Mobsters)
- 0/1 - Bella, bionda... e dice sempre sì (The Marrying Man)
- 0/1 - Mai senza mia figlia (Not Without My Daughter)
- 0/1 - A letto con Madonna (Truth or Dare)
- 0/1 - Amore e magia (The Butcher's Wife)
- 0/1 - Shout
- 0/1 - Hook - Capitan Uncino (Hook)
- 0/1 - Forza d'urto (Stone Cold)
- 0/1 - Nightmare VI: La fine (Freddy's Dead: The Final Nightmare)